# Batalha de Buna-Gona

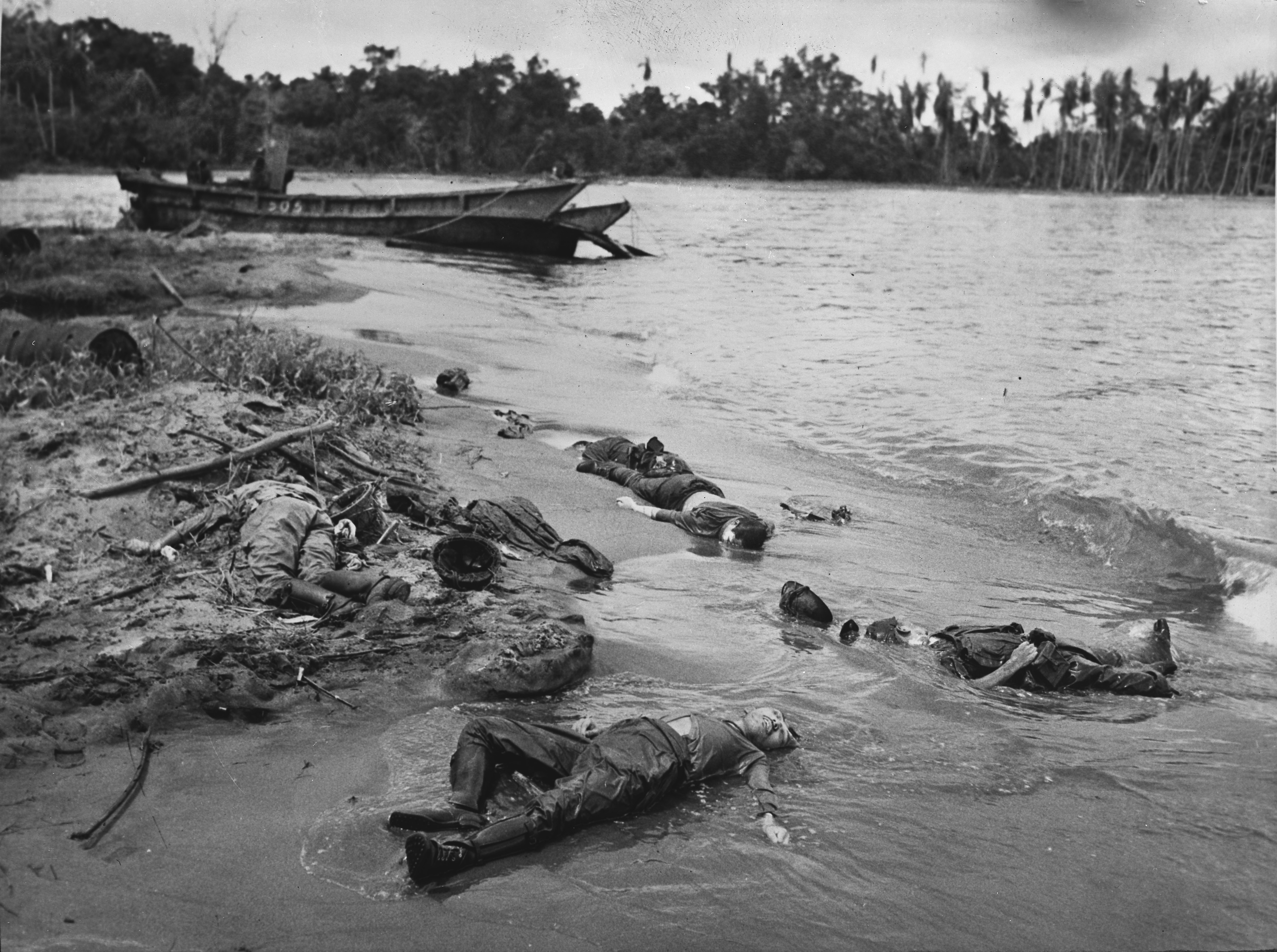
Soldados japoneses mortos na batalha, 1943.

A Batalha de Buna–Gona foi um confronto decisivo travado durante a campanha da Nova Guiné, na Guerra do Pacífico, durante a Segunda Guerra Mundial. Em 16 de novembro de 1942, forças da Austrália e dos Estados Unidos atacaram as principais cabeças de praia do Japão na Nova Guiné, em Buna, Sanananda e Gona. Ambos os Exércitos sofreram com doenças e com a falta de suprimentos básicos, incluindo remédios e comida. Os japoneses estavam desesperadamente tentando manter Guadalcanal, o que acabou forçando eles a retirar suas forças de perto do Porto de Moresby. Desde que chegaram em junho, estavam fortificando toda a costa da Nova Guné com obstáculos, metralhadoras, bunkers, trincheiras e morteiros. Combinando com as forças que estavam voltando de Kokoda, os japoneses tinham pelo menos 5 500 soldados ao norte da costa. Mais tarde, durante a batalha, suas forças somariam 6 500 homens.
Devido ao péssimo trabalho da inteligência aliada, o Comandante Supremo Douglas MacArthur e sua equipe subestimaram o número de defensores e a qualidade do sistema defensivo japonês. O Chefe do Estado-Maior de MacArthur, o Ten-Gen. Richard K. Sutherland equivocadamente descreveu as defesas japonesas como uma "rede de trincheiras improvisadas." Quando os Aliados atacaram em três pontos diferentes em 16 de novembro, eles ficaram surpresos com as pesadas e bem feitas defesas dos japoneses. Os Aliados tiveram grandes perdas e avançaram muito pouco. Os americanos e australianos tinham pouca artilharia e a munição era limitada. Apesar de solicitado, os Aliados tinham pouco apoio de blindados ou da Marinha na região. Eles também tiveram pouco assistência vinda do ar.
MacArthur repetidamente mostrou seu descontentamento com a inabilidade da 32ª Divisão de Infantaria americana em derrotar os japoneses. Em 29 de novembro, depois de 13 dias de poucos resultados e muitas baixas, ele ordenou que o Tenente-general Eichelberger — comandante do 8º Exército americano das Forças no Pacífico Sul — dispensasse o Major-general Edwin F. Harding, junto com seus regimentos e os seus comandantes.
Harding foi primeiro substituído pelo seu ex-comandante de artilharia, Albert W. Waldron, e então o pelo Chefe de Estado-Maior de Eichelberger, o General de brigada Clovis E. Byers, e finalmente o próprio Eichelberger assumiu o comando. Foi apenas ai que o novo comandante tomou conhecimento da precária situação dos Aliados que lutavam contra os japoneses. Ele notou que a maioria de suas tropas sofria com febre e várias doenças como malária, dengue, tifo do mato e disenteria.
A falta de suprimentos, incluindo comida, era um grave problema tanto para os Aliados quanto para os japoneses. Os japoneses estavam, a principio, sendo reabastecidos pelos destroyers da marinha que vinham de Rabaul e depois por submarinos que chegavam a noite, até que finalmente os Aliados aumentaram sua presença naval e aérea na região e isolaram o inimigo. Ao fim da batalha, os Aliados encontraram evidências de que os japoneses tiveram que praticar canibalismo para sobreviver.
A principio, os Aliados recebiam suprimentos tanto pelo ar, por paraquedas, quanto pelo mar até que eles conseguiram construir bases aéreas e pistas de pouso em Wanigela e em Pongani. Mesmo assim, ainda havia falta de munição, de remédios e de comida.
Os Aliados então conseguiram fazer progressos quando eles finalmente receberam o tão esperado apoio de tanques e artilharia. Em 2 de janeiro, eles capturaram Buna e em 22 de janeiro de 1943, depois de uma luta extensa e árdua, as forças Aliadas mataram ou capturaram quase toda a guarnição japonesa que defendia o local. Apenas algumas centenas conseguiram fugir para o norte. Ambos os lados sofreram pesadas baixas nos combates. O General Eichelberger mais tarde comparou o nível da carnificina ao da Guerra Civil Americana.